# Ernest S. Frerichs
Ernest Sunley Frerichs (geboren 30. April 1925 in Staten Island; gestorben 11. November 2013) war ein US-amerikanischer Religionswissenschaftler, Judaist und Pfarrer.

## Leben
Ernest S. Frerichs war ein Sohn von Ernest V. Frerichs und der Eva S. Frerichs. Er besuchte die Schule in New York City. Frerichs war im Zweiten Weltkrieg von 1943 bis 1946 als Sergeant der 100th Infantry Division in Europa eingesetzt und wurde mit dem Combat Infantryman Badge und der Bronze Star Medal ausgezeichnet.
Frerichs studierte und machte 1948 einen B.A. an der Brown University, 1949 einen M.A. in Politikwissenschaft an der Harvard University, 1952 einen Bachelor of Sacred Theology (S.T.B.) an der Boston University und wurde 1957 in hebräischer Bibelwissenschaft in Boston promoviert. Frerichs arbeitete von 1950 bis 1960 als Pfarrer der United Methodist Church in einer Kirchengemeinde in Providence.
Er wurde 1953 Professor für Religionswissenschaften und Jüdische Studien an der Brown University. Frerichs veröffentlichte Zeitschriftenaufsätze und war an 16 Buchveröffentlichungen beteiligt. Das Hebrew Union College verlieh ihm 1992 die Ehrendoktorwürde. Seit seiner Emeritierung 1995 leitete er die Dorot Foundation, die die Forschungsarbeiten zu den Schriftrollen vom Toten Meer unterstützt. Er leitete für 14 Jahre ein amerikanisches Konsortium, das während seiner Amtszeit 1500 amerikanische Studenten zu dem Ausgrabungs- und Publikationsprojekt Tel Miqne-Ekron in Israel entsandte.
Er war seit 1949 mit der Literaturprofessorin Sarah Cutts Frerichs (1926–2008) verheiratet, sie haben drei Kinder.

## Schriften (Auswahl)
- Ernest S. Frerichs: Elisha : a problem in legend and history. Dissertation Boston 1957
- Ernest S. Frerichs; William Scott Green: Approaches to ancient Judaism : theory and practice : volumes 1–3. Missoula, Mont. : Brown University, 1978–1981
- Peder Borgen, Ernest S. Frerichs, Richard A. Horsley (Hrsg.): Religion, Literature, and Society in Ancient Israel: Lanham, MD: University Press of America, 1987
- Jacob Neusner; Baruch A. Levine; Ernest S. Frerichs: Judaic Perspectives on Ancient Israel.  1987
- Peder Borgen, Ernest S. Frerichs, Richard A. Horsley (Hrsg.): The Social World of Formative Christianity and Judaism. Philadelphia: Fortress, 1988
- Ernest S. Frerichs: The Bible and Bibles in America Scholars Press, 1988
- Ernest S. Frerichs, Leonard H. Lesko, William G. Dever (Hrsg.): Exodus: The Egyptian Evidence. Winona Lake IN : Eisenbrauns, 1997, ISBN 1-57506-025-6
- mit Steven Zipperstein (Hrsg.): Zionism, liberalism and the future of the Jewish state : centennial reflections on Zionist scholarship and controversy. Providence, R.I. : The Dorot Foundation, 2000
- Ernest S. Frerichs, Shaye J. D. Cohen: Diasporas in Antiquity. Atlanta : Scholars Press, 2020